# Gérard Pirès
Gérard Pirès (París, 31 de agosto de 1942) es un director de cine francés.

## Biografía
Debutó en el cine como ayudante del director Michel Deville en la película Martin soldado (1966). Dirigió su primer largometraje en 1969, Erotissimo, con Annie Girardot. En la década de los setenta, dirigió diferentes comedias de éxito, que reflejan modas y comportamientos. Alterna entre comedias ligeras y comedias negras. En 1975, dirigió sobre todo La agresión, película muy oscura en la que Jean-Louis Trintignant es el protagonista. El año siguiente estrena Attention les yeux!, una comedia ligera sobre el mundo de la pornografía. 
Durante un viaje de enduro con una amigo, choca con una cadena puesta en la carretera. Con el cuello parcialmente seccionado, debe su supervivencia a la intervención de su amigo. Actualmente aun sufre esas graves consecuencias pero, debido a este accidente, durante los 80 se alejó del cine per hacer más de 400 anuncios. Algunas se realizaron para el fabricante de coches Peugeot.
A partir del 1998 vuelve a la gran pantalla con Taxi Express, un gran éxito popular producido por Luc Besson que sumó cerca de 6 millones de entradas en Francia. Está nominado en la 24.ª edición de los Premios César en las categorías de Mejor director y millor película francesa del año.
En 2002 probó suerte internacionalmente con la película Riders protagonizada por Stephen Dorff y Natasha Henstridge pero no tuvo mucho éxito comercial.
En 2004 con el dúo Éric et Ramzy volvió a la comedia Espías super secretos que tuvo cierto éxito comercial con 1.809.738 entradas. Al año siguiente estrenó Héroes del cielo, que también fue un éxito en Francia. Fue protagonizada por Clovis Cornillac y Benoît Magimel y recibió buenas críticas, particularmente por las acrobacias aéreas realizadas sin efectos especiales digitales.

## Filmografía
- Martin soldat (1966)
- Je ne sais pas (cortometraje) (1968)
- Erotissimo (1968)
- L'Art de la turlute (cortometraje) (1969)
- La Fête des mères  (cortometraje) (1969)
- El mayor liante (Fantasia chez les ploucs) (1971)
- Tú de día, yo de noche (Tu de dia, jo de nit) (1973)
- La agresión (L'Agression)( (1974)
- Attention les yeux ! (1975)
- Cómo librarse de una esposa molesta (L'Ordinateur des pompes funèbres) (1976)
- L'Entourloupe (1980)
- Rends-moi la clé (1981)
- Taxi Express (Taxi) (1998)
- Riders (2001)
- Espías super secretos (Double Zéro) (2004)
- Héroes del cielo (Les chevaliers du ciel) (2005)

## Premios y distinciones
Festival Internacional de Cine de Berlín
| Año  | Categoría      | Película   | Resultado |
| ---- | -------------- | ---------- | --------- |
| 1969 | Premio UNICRIT | Erotissimo | Ganador   |